# Ferrara Open 1983
Il Ferrara Open 1983 è stato un torneo di tennis giocato sul sintetico indoor a Ferrara in Italia. È stata la 1ª edizione del torneo che fa parte del Volvo Grand Prix 1983. Il torneo si è giocato dal 14 al 20 novembre 1983.

## Campioni

### Singolare maschile
Thomas Högstedt ha battuto in finale  Butch Walts con il punteggio di 6–4 6–4

### Doppio maschile
Bernard Mitton /  Butch Walts hanno battuto in finale  Stanislav Birner /  Stefan Simonsson con il punteggio di 7–6, 0–6, 6–3